# Псатура
Псату́ра (Феуса, грец. Ψαθούρα) — острів у західній частині Егейського моря, відноситься до островів Північні Споради. Територіально належить до муніципалітету Алонісос ному Магнісія периферії Фессалія.
Острів вкритий чагарниками. На півночі знаходиться маяк, збудований в 1895 році. Він має висоту 28,9 м, подає сигнал кожних 10 секунд.